# Machnatka-Parcela
Machnatka-Parcela is een plaats in het Poolse district  Grójecki, woiwodschap Mazovië. De plaats maakt deel uit van de gemeente Błędów en telt 260 inwoners.